# Nagy Zoltán (festő)
Nagy Zoltán (Makó, 1961. október 10.–) magyarországi cigány festőművész.

## Életpályája
1986-ban kezdett festeni, első kiállítását 1993-ban az apátfalvi Művelődési Házban rendezték meg, következő kiállítása 1995-ben volt a szegedi Bartók Béla Művelődési Központban. 1997-ben az apátfalvi Falunap alkalmából jelentkezett alkotásaival. 2001-ben szülővárosának könyvtárában állították ki képeit. Az 1990-es évek végétől bekapcsolódott a Cigány Ház alkotótáborainak munkájába és az alkotótábori csoportos kiállításokba. A budapesti közönségnek önálló kiállítással mutatkozott be 2002-ben a Roma Parlament Társalgó Galériájában, 2003-ban pedig a Vigadó Galériában megrendezett tárlattal. A cigány holokauszt téma egyik legsikeresebb képe a Lépteim nem őrzi senki sem című alkotás, amelyet Gaudi Márton Nagy Zoltánnal alkotott, be is válogatták e képet 2004-ben az Elhallgatott holocaust című Műcsarnokbeli kiállításra, melyen 68 művész munkái szerepeltek.
A 2009-es Cigány festészet című reprezentatív albumban megjelentették Nagy Zoltán festő szakmai életrajzát és öt olajfestményét, melyek tájakat, szimbólumokat ábrázolnak és az elképzelt vagy valóságos épített környezetet.

## Képei a 2009-es Cigány festők című albumban
- Emeletes ház (olaj, farost, 44x33 cm, 1995)<!sulinet.hu méret, évszám lemaradt-->
- Vajtai táj (olaj, farost, 60x40 cm, 2005)
- A lélek hídja (olaj, farost, 60x40 cm, 2005)
- Fa-tájkép (olaj, falemez, 35x29 cm, 2000)
- Tisza-part (olaj, vászon, 60x40 cm, 2003)[2]

## Kiállításai (válogatás)

### Egyéni
- 1993, 1997 • Apátfalva
- 1995 • Szeged
- 2001 • Makó
- 2002 • Roma Parlament Társalgó Galériája, Budapest
- 2003 • Vigadó Galéria, Budapest

### Csoportos
- 2004 • Elhallgatott holokauszt, Műcsarnok, Budapest